# Pleopeltis × simiana
Pleopeltis × simiana là một loài dương xỉ trong họ Polypodiaceae. Loài này được Schelpe & N.C. Anthony N.R. Crouch & Klopper mô tả khoa học đầu tiên năm 2010.